# Liste der Biografien/Wold
Liste der Biografien |
Portal Biografien |
Personensuche
# |
A |
B |
C |
D |
E |
F |
G |
H |
I |
J |
K |
L |
M |
N |
O |
P |
Q |
R |
S |
T |
U |
V |
W |
X |
Y |
Z |
?
 
Wa |
Wc |
Wd |
We |
Wh |
Wi |
Wj |
Wl |
Wn |
Wo |
Wr |
Ws |
Wt |
Wu |
Ww |
Wy |
Wz
 
Woa |
Wob |
Woc |
Wod |
Woe |
Wof |
Wog |
Woh |
Woi |
Woj |
Wok |
Wol |
Wom |
Won |
Woo |
Wop |
Wor |
Wos |
Wot |
Wou |
Wov |
Wow |
Wox |
Woy |
Woz
 
Wola |
Wolb |
Wolc |
Wold |
Wole |
Wolf |
Wolg |
Wolh |
Woli |
Wolj |
Wolk |
Woll |
Wolm |
Woln |
Wolo |
Wolp |
Wolr |
Wols |
Wolt |
Wolv |
Woly |
Wolz
Die Liste der Biografien führt alle Personen auf, die in der deutschsprachigen Wikipedia einen Artikel haben. Dieses ist eine Teilliste mit 57 Einträgen von Personen, deren Namen mit den Buchstaben „Wold“ beginnt.

## Wold
- Wold, Adolph (1892–1976), norwegischer Fußballspieler
- Wold, Grete (* 1968), norwegische Politikerin
- Wold, Herman (1908–1992), schwedischer Mathematiker und Statistiker
- Wold, Ingrid Moe (* 1990), norwegische Fußballspielerin
- Wold, John S. (1916–2017), US-amerikanischer Politiker
- Wold, Morten (* 1967), norwegischer Journalist und Politiker
- Wold, Susse (* 1938), dänische Schauspielerin
- Wold-Torne, Oluf (1867–1919), norwegischer Genremaler

### Wolda
- Woldag, Heinrich (1892–1940), deutscher Marineoffizier, zuletzt Kapitän zur See und Kommandant der Blücher im Zweiten Weltkrieg
- Woldan, Erich (1901–1989), österreichischer Verwaltungsjurist, Privatgelehrter und Sammler

### Wolde
- Wolde Selassie († 1816), äthiopischer Herrscher im Zeitalter der Richter (Zemene Mesafint)
- Wolde, Caspar vom († 1605), herzoglicher Kanzler in Pommern
- Wolde, Demissie (* 1937), äthiopischer Marathonläufer
- Wolde, Mamo (1932–2002), äthiopischer Olympiasieger im Marathon
- Wolde, Million (* 1979), äthiopischer Langstreckenläufer und Olympiasieger
- Woldeck von Arneburg, Hans Georg (1712–1785), preußischer Generalmajor, Chef des Kürassierregiments Nr. 4
- Woldeck von Arneburg, Wilhelm (1838–1877), preußischer Verwaltungsjurist und Landrat
- Woldeck, Alexander Friedrich von (1720–1795), preußischer Generalleutnant, Chef des Füselierregiments Nr. 41, Ritter des Pour le Mérite, Gouverneur von Wesel
- Woldeck, Hans Christoph von (1712–1789), preußischer Generalleutnant, Chef des Infanterieregiments Nr. 26
- Woldegibriel, Amsale (* 1960), äthiopische Mittelstreckenläuferin
- Woldegiorgis, Yohannes (1921–2002), äthiopischer Geistlicher, römisch-katholischer Bischof und Apostolischer Vikar von Meki
- Woldeit, Karsten (* 1975), deutscher Politiker (AfD)
- Woldemar (1824–1895), Fürst von LippeWoldemar (1824–1895)

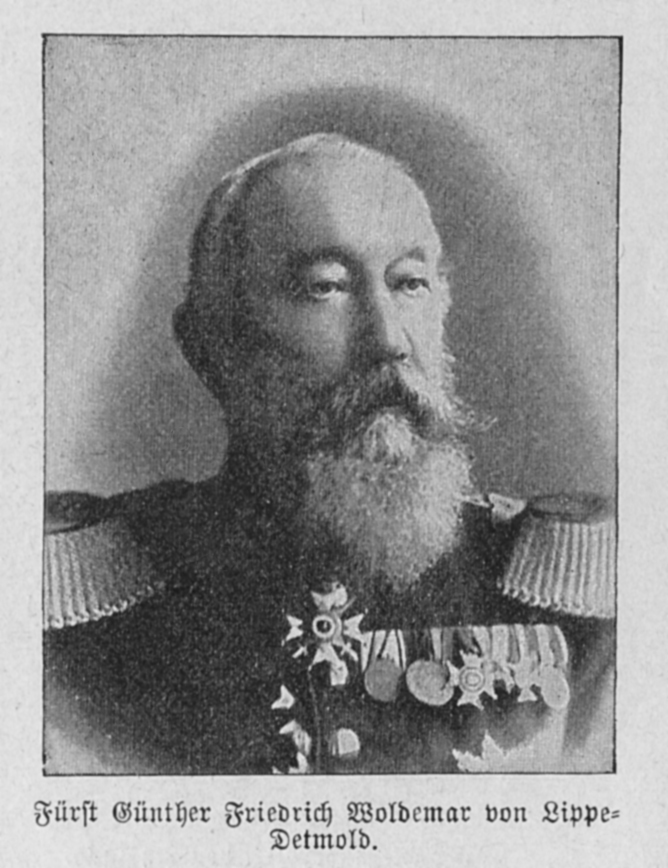
Woldemar (1824–1895)

- Woldemar, Johann Heinrich (1819–1880), lettischer Archivar und Heimatforscher
- Woldemar, Michel (1750–1815), französischer Violinist und Komponist der Klassik
- Wolden, Caspar von, Landrat des Kreises Belgard
- Woldenberg, Ludiger von, Graf von Woldenberg
- Woldenga, Bernhard (1901–1999), deutscher Offizier, zuletzt Oberst im Zweiten Weltkrieg
- Wolder, Theodor (1628–1672), deutscher Jurist und Kirchenliederdichter
- Woldering, Carla (1893–1983), deutsche Politikerin (CDU), MdL
- Woldering, Irmgard (1919–1969), deutsche Ägyptologin und Museumsleiterin
- Woldering, Marie-Luise (* 1934), deutsche Politikerin (CDU), MdL
- Wolders, Robert (1936–2018), niederländischer Schauspieler
- Woldetensae, Teshome Fikre (* 1972), äthiopisch-katholischer Geistlicher, Koadjutorbischof von Emdeber

### Woldi
- Wöldicke, Peter von (1784–1857), Justizrat, Zollverwalter und Ornithologe
- Wöldike, Mogens (1897–1988), dänischer Dirigent, Chorleiter und Organist
- Wøldike, Povl (1899–1975), dänischer Schauspieler

### Woldm
- Woldmann, Nicole (* 2002), deutsche Fußballspielerin
- Woldmann, Peter (1943–2003), deutscher Fußballspieler
- Woldmoe, Sarah (* 1992), US-amerikanische Fußballspielerin

### Woldr
- Woldrich, Isabella (* 1972), österreichische Kabarettistin, Autorin, Psychologin und Unternehmensberaterin
- Woldring, Ben (* 1985), niederländischer Internet-Unternehmer
- Woldrzich von Ehrenfreund, Ferdinand (1737–1800), böhmischer Jurist und Hochschullehrer

### Wolds
- Woldseth, Anders (1934–1959), norwegischer Skispringer
- Woldstad, Wanny (1893–1959), erste Eisbärenjägerin auf Spitzbergen
- Woldstedt, Paul (1888–1973), deutscher Geologe
- Woldstedt-Lauth, Rose (1889–1966), elsässisch-deutsche Schriftstellerin

### Woldt
- Woldt, Heinrich (1649–1723), deutscher Kaufmann und Ratsherr der Hansestadt Lübeck
- Woldt, Hermann (1684–1756), Kaufmann und Ratsherr der Hansestadt Lübeck
- Woldt, Isabella (* 1969), deutsche Kunsthistorikerin
- Woldt, Lars (* 1972), deutscher Opernsänger (Bass) und Gesangspädagoge
- Woldt, Richard (1878–1952), deutscher Hochschullehrer und Politiker
- Woldt, Sven (* 1966), deutscher Filmproduzent und Herstellungsleiter

### Woldu
- Woldu, Birhan (* 1981), äthiopische Agronomin und Krankenpflegerin, die 1985 als „das Gesicht des Hungers“ Berühmtheit erlangte
- Woldu, Mekdes (* 1992), eritreisch-französische Leichtathletin
- Woldu, Tekeste (* 1945), äthiopischer Radrennfahrer

### Woldv
- Woldvik, Emilie (* 1999), norwegische Fußballerin